# Gaby Wagner
Pour les articles homonymes, voir Wagner.
Gaby Wagner est une actrice française née à Londres le 12 février 1914 et morte à Buenos Aires le 22 septembre 1954.
Elle a été l'épouse d' André Henry Véron, puis de l'acteur André Norevo (né le 17 Février 1910 à Soc Trang, en Indochine (acte de naissance n° 1/1910 et mort le 25 Août 1966 à Paris 17e (acte de décès n° 17/1253/1966). Elle a deux enfants, Catherine Josette Renée Véron et Monique Véron. 

## Filmographie
- 1938 : Nuits de prince de Vladimir Strijewski
- 1938 : La Tragédie impériale de Marcel L'Herbier
- 1938 : Le Quai des brumes de Marcel Carné
- 1938 : Le Dompteur de Pierre Colombier
- 1939 : Place de la Concorde de Karel Lamač
- 1939 : Un gosse en or de Georges Pallu - Une invitée
- 1939 : Ma tante dictateur de René Pujol - Madeleine Fleur, la chanteuse
- 1940 : Monsieur Hector de Maurice Cammage - Jacqueline Monturot
- 1941 : L'acrobate de Jean Boyer - L'infirmière
- 1942 : À vos ordres, Madame, de Jean Boyer - La dame du 27
- 1943 : Adieu Léonard de Pierre Prévert - La jolie voyageuse
- 1946 : Au temps des fiacres de Jean-René Legrand - court métrage - Madame Dumolet
- 1952 : El Ídolo de Pierre Chenal

## Doublage
- 1940 : Opérette : Maria Geistinger (Maria Holst)
- 1942 : Sang viennois : Melanie Wolkersheim (Maria Holst)
- 1942 : Ma femme est une sorcière : Jennifer (Veronica Lake)
- 1942 : Bambi : Voix diverses (1er doublage)